# Mélodie Lesueur
Mélodie Lesueur (Beauvais, 12 maart 1990) is een wielrenner uit Frankrijk.
In 2010 werd zij Frans nationaal kampioene op de weg, en in 2013 werd zij ook derde bij de nationale kampioenschappen individuele tijdrit.
In 2011 won ze het Europees kampioenschap wielrennen op het onderdeel tijdrit.